# Драган Ташковски
Драган Ташковски е историк, социолог, университетски професор от Социалистическа република Македония.

## Биография
Драган Ташковски е роден на 10 септември 1917 година в Скопие, по време на Първата световна война, когато градът е анексиран от Царство България. Основното и средното си образование завършва в родния си град, който тогава вече е в Кралство Югославия. През Втората световна война участва в комунистическата съпротива във Вардарска Македония. Висшето си образование завършва в Белград и Скопие. През 1975 година в Скопския университет защитава хабилитационен труд на тема „Към етногенезиса на македонския народ“, след което е избран за старши научен сътрудник.
Ташевски заема различни длъжности в Социалистическа република Македония. Бил е преподавател и директор на Политическата школа към Централният комитет на Съюза на комунистите на Македония; професор по социология във факултетите по селско и горско стопанство и по медицина в Скопие; председател на Дружеството на философите и социолозите на СР Македония; председател на Комисията на Изпълнителния комитет на Председателството на ЦК на СКМ за идеологическо-политическа подготовка на организации и членове на СКМ; директор на Института за социологически и политико-правни изследвания в Скопие.
Някои от неговите по-важни заглавия са: „Раждането на македонската нация“;, в която признава чистите българско самосъзнание и просветно-културна дейност на Възрожденци от Македония като Партений Зографски, Братя Миладинови, Райко Жинзифов, Георги Динков и други,  „Етногенезиса на македонския народ“; „За македонската нация“, в която занижава числеността на етническите българи в България до 334 000, а от останалите над 8 милиона жители на тогавашна България 3 201 720 представя като "македонци", 2 050 000 - като "тракийци", 1 120 000 - "турци", 480 000 - за "цигани" и така нататък. През 1979 година пише последната си книга, която остава недовършена и непубликувана, докато е жив (1980), но през 1985 година посмъртно е публикувана под заглавието „Македония през вековете“.